# Świrz (rzeka)
Świrz (ukr. Свірж Swirż lub też Свір Swir) – rzeka w zachodniej Ukrainie, lewy dopływ Dniestru.
Długość rzeki wynosi około 70 km, powierzchnia dorzecza – 447 km². Źródła rzeki znajdują się u podnóża góry Kamuła w Gołogorach, niedaleko wsi Świrz. Wpada do Dniestru koło wsi Tenetnyky. Rzeka na odcinku od wsi Prybyń do ujścia stanowiła granicę pomiędzy ziemią lwowską a ziemią halicką.